# 高似兰
高似蘭（英文名菲力浦·伯魯涅列斯基·高似蘭，Philip Brunelleschi Cousland，1860年—1930年），蘇格蘭傳教士醫生。

## 貢獻
高似蘭編撰的英漢對照《醫學辭匯 Lexicon of Medical Terms》是中國近代西醫學最主要的醫學工具書；在他的參與和推動下，成立醫學名詞審查會，為醫學名詞翻譯標準化奠定基礎。